# آنا کارین انستروم
آنا کارین انستروم (انگلیسی: Anna Karin Eneström) دیپلمات سوئدی است که به عنوان نماینده دائمی سوئد در سازمان ملل متحد خدمت کرده است، وی اعتبارنامه خود را در ۶ ژانویه ۲۰۲۰ به دبیرکل سازمان ملل متحد تقدیم کرد. انستروم از ۲۰۱۹ در سمت معاون نماینده دائمی سوئد در سازمان ملل متحد مشغول به کار است.

## سنین جوانی و تحصیل
انستروم کارشناسی ارشد حقوق را از دانشگاه اوپسالا دریافت کرد.

## فعالیت حرفه‌ای
انستروم پیش از این فعالیت حرفه‌ای خود را به عنوان نماینده کمیته سیاسی و امنیتی در نمایندگی دائم سوئد در اتحادیه اروپا در بروکسل برعهده داشت.
انستروم در سال ۲۰۰۹ پس از اینکه درسال ۲۰۰۷ به عنوان سفیر کشورهای افغانستان و پاکستان خدمت کرد، به عنوان فرستاده ویژه ملل متحد دراین کشورها بود.

## فعالیت‌های دیگر
- قهرمانان بین‌المللی جنسیت (IGC)، عضو[۱][۲][۳]
- مؤسسه بین‌المللی صلح (IPI)، عضو شورای مشورتی بین‌المللی[۴]